# Leszek Lubicz-Nycz
Leszek Władysław Lubicz-Nycz (født 20. august 1899, død 22. september 1939) var en polsk fægter, som deltog i de olympiske lege 1932 i Los Angeles. 

## Sportskarriere
Lubicz-Nycz var med til at vinde bronze i sabel for hold ved de uofficielle verdensmesterskaber i 1930 og 1934, og han var individuel polsk mester i sabelfægtning i 1931 og 1934.
Han var med OL 1932 i Los Angeles, hvor der blot deltog seks hold i sabelfægtning, og Polen gik let videre fra sin indledende pulje og var dermed direkte i finalen. Her blev det til klare nederlag til guldvinderne fra Ungarn og sølvvinderne fra Italien, men bronzen blev genvundet efter uafgjort mod USA (men med flest træffere i den indbyrdes kamp). Denne gang bestod det polske hold foruden Lubicz-Nycz af Tadeusz Friedrich, Władysław Segda, Władysław Dobrowolski, Marian Suski og Adam Papée. Ved disse lege deltog han også i den individuelle konkurrence og nåede semifinalerunden.
Efter afslutningen af sin aktive karriere blev Lubicz-Nycz instruktør i fægtning og skiløb i Warszawa. Han virkede desuden som fægtedommer, og han skrev en bog om skiløb.

## Øvrige liv
Han kæmpede i de polske legioner under første verdenskrig og blev derpå indlemmet i den polske hær fra 1918, hvor han modtog udmærkelser for sin indsats i den polsk-sovjetiske krig. I begyndelsen af den tyske invasion af Polen i 1939 blev han dræbt i Buraków under slaget ved Łomianki i udkanten af Warszawa og blev posthumt udnævnt til oberstløjtnant.